# Маргит Венгерская
Маргарита (Маргит) Венгерская (венг. Margit Magyar; 1175, Венгрия — после 1223 Беотия) — дочь короля Венгрии Белы III из рода Арпадов, в замужестве — первым браком императрица Византийская, вторым маркграфиня Монферратская и королева Фессалоникийская и третьим госпожа Беотийская.

## Биография
Она была вторым ребёнком и старшей дочерью короля Венгрии Белы III и его первой жены Агнессы де Шатильон. Её старший брат Имре II и младший брат Андраш II наследовали престол после отца, младшая сестра Констанция Венгерская стала королевой Чехии.

### Первый брак
В 1185 году 10-летняя венгерская королевна была выдана замуж за византийского императора Исаака II Ангела. Получила в приданое три города. Специальный свадебный налог, введённый Исааком II, привёл к восстанию в Болгарии братьев Ивана Асеня I (1196) и Петра IV (1197) и восстановлению независимости Болгарии.
Будучи католичкой по рождению, Маргарита Венгерская приняла православие под именем Мария Ангел. Исаак II Ангел получил власть случайно и был известен любовью к роскоши, расхищением драгоценной церковной утвари, подделкой серебряных монет, увеличением налогов и публичной продажей должностей на откуп. В 1195 муж Маргариты был ослеплен, дважды побывал на престоле и в тюрьме, где и умер в апреле 1204 года.

### Второй брак
После взятия Константинополя крестоносцами двадцатидевятилетняя Маргарита стала третьей женой пьемонтского маркграфа и самопровозглашенного короля Фессалоник (Салоники) Бонифация Монферратского.
Бонифаций рассчитывал, что этот брак с вдовой императора повысит его шансы на императорский трон латинской империи в Константинополе, но дож Венеции Энрико Дандоло посадил на этот трон графа Фландрии Балдуина. Второй муж Маргариты назначил её регентшей во время кампании по завоеванию Фессалии. 4 сентября 1207 года Бонифаций Монферратский был убит в стычке с болгарами, а  его отрезанную голову послали царю Ивану Калояну. После этого вдова стала регентшей при своём 2 - летнем сыне Димитрии, но оппозиция местных дворян заменила её на Уберто ди Бьандрате. Регентство Маргариты в Фессалониках восстановил Генрих I Фландрский, император Латинской империи, ибо Уберто отказался принести ему оммаж и был захвачен в Эвбее (1209).

### Третий брак
Овдовевшая вторично Маргарита вышла в третий раз замуж за Николя де Сент-Омера, который правил Фивами и Беотией, французского крестоносца, позднее вступившего в орден тамплиеров. В течение нескольких лет Маргарита отказывалась опять перейти в католичество. Римский папа Иннокентий III поздравил её, когда она, наконец, сделала это в 1208 г.